# Robbie Robertson

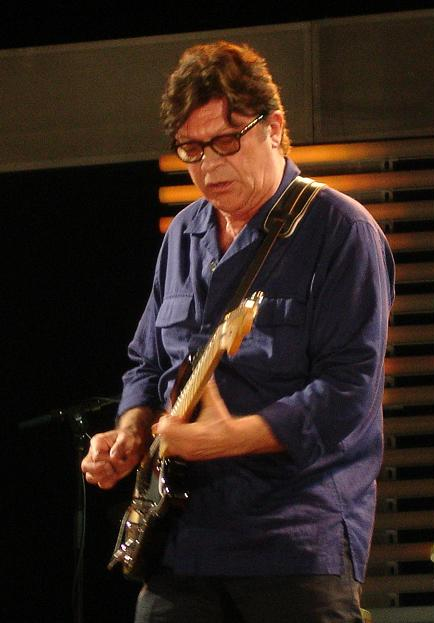
Robbie Robertson, 2007

Jaime Royal „Robbie“ Robertson (* 5. Juli 1943 in Toronto, Ontario; † 9. August 2023 in Los Angeles) war ein kanadischer Rockmusiker (Gitarrist, Sänger und Songschreiber). Bekannt wurde er als Mitglied der Gruppe The Band, die Bob Dylan Mitte der 1960er begleitete und ab 1968 acht Studioalben veröffentlichte.

## Leben
Robbie Robertson wuchs als Sohn der Mohawk-Cayuga-Indianerin Rosemarie „Dolly“ Chrysler und des Ziehvaters James Patrick Robertson in Toronto auf, die beide in einer Metallfabrik arbeiteten. Mit seiner Mutter besuchte er häufig das Reservat Six Nations of the Grand River bei Brantford, in dem sie aufgewachsen war, ließ sich von der Musikkultur dort inspirieren und lernte früh Gitarre. Erst als Teenager, nach der Trennung der Eltern, erfuhr Robbie Robertson, dass sein leiblicher Vater Alexander Klegerman war, ein Nachkomme jüdischer Immigranten, der noch vor Robbies Geburt bei einem Verkehrsunfall ums Leben gekommen war.

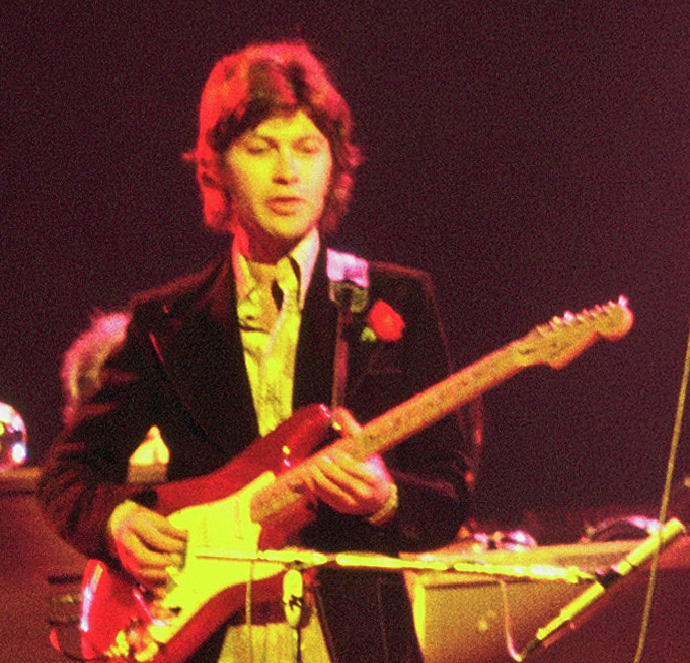
Robbie Robertson, 1974

Schon Ende der 1950er spielte er in verschiedenen Bands in Toronto und Umgebung mit. 1960 schloss er sich der Band The Hawks um Sänger Ronnie Hawkins an. Als Hawkins die Gruppe 1963 verließ, nannte sie sich zunächst Canadian Esquires und Levon and the Hawks, bis sie schließlich den Namen The Band annahm. Bob Dylan nahm die Band 1965 bis 1966 als Begleitmusiker unter Vertrag, nachdem er beim Newport Folk Festival 1965 erstmals mit „elektrischer“ Unterstützung aufgetreten war. 1968 erschien das Album Music from Big Pink, das die Band zu einer der bekanntesten amerikanischen Rockbands machte. Robertson schrieb die meisten Songs und galt als ihr führender Kopf. Doch 1976 löste er die Formation auf. The Band – The Last Waltz ist die Dokumentation des legendären Abschiedskonzertes. Bei deren Wiedervereinigung 1983 war Robertson nicht dabei.
Der von Robertson geschriebene Titel The Night They Drove Old Dixie Down zählt zu den bekanntesten von The Band. Er erschien erstmals 1969 auf dem Album The Band, wurde aber nie als Single veröffentlicht. Folksängerin Joan Baez landete 1971 mit einer Cover-Version ihren ersten und einzigen US-Top-Ten-Hit.  Im deutschsprachigen Raum wurde die Melodie hauptsächlich durch den Nummer-eins-Hit Am Tag, als Conny Kramer starb von Juliane Werding aus dem Jahr 1972 bekannt.
Ab 1987 veröffentlichte er in unregelmäßigen Abständen Solo-CDs mit nachlassendem kommerziellen Erfolg. Das Album How to Become Clairvoyant (2011) wurde von dem Magazin Rolling Stone auf seiner Liste der „50 Best Albums of 2011“ auf Platz 10 gesetzt.
Der Rolling Stone listete Robertson auf Rang 59 der 100 größten Gitarristen sowie auf Rang 45 der 100 größten Songwriter aller Zeiten. 2021 wurde Robertson in die American Academy of Arts and Sciences gewählt.
Robertson starb am 9. August 2023 80-jährig in Los Angeles.

## Filmmusik
1980 schrieb Robbie Robertson die Filmmusik zu Martin Scorseses Wie ein wilder Stier und arbeitete für dessen weitere Filmprojekte. 1986 schrieb er (gemeinsam mit Gil Evans) am Soundtrack von Die Farbe des Geldes, musste jedoch seine Aktivitäten einschränken, um sein erstes Soloalbum nicht zu behindern. Für den 2010 erschienenen Scorsese-Film Shutter Island zeichnete er ebenfalls für die Musik verantwortlich.

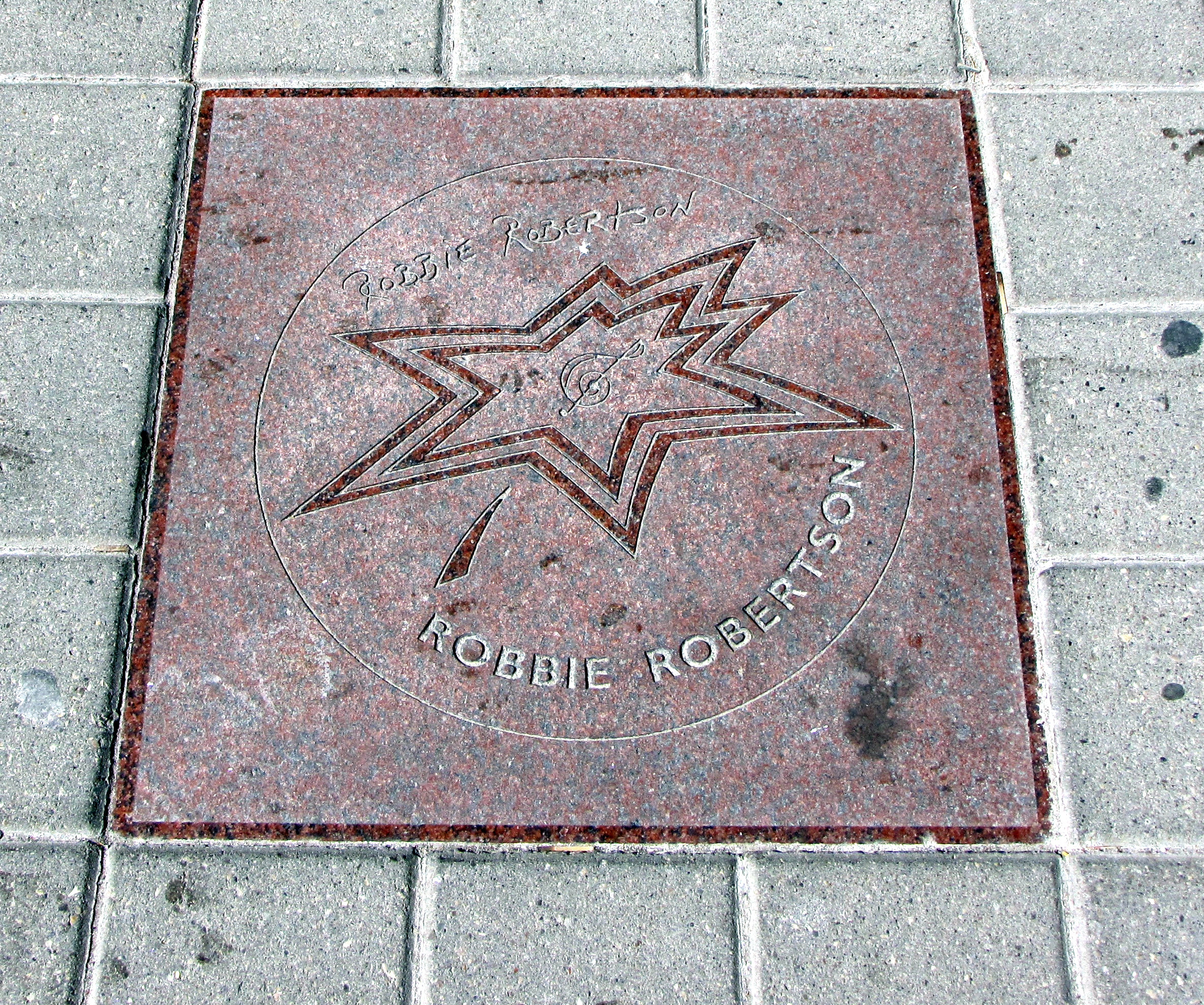
Robbie-Robertson-Stern, Canada’s Walk of Fame

2004 erschien Robertsons Song Shine Your Light auf dem Soundtrack des Films Im Feuer (Ladder 49, u. a. mit John Travolta).
Das Lied The Money Chant wird im Film The Wolf of Wall Street (2013) in einer Restaurant-Szene mit Leonardo DiCaprio und Matthew McConaughey von den beiden Schauspielern gesungen. Es ist auch im Outro zu hören. Noch im Jahre 2023 arbeitete Robertson an dem Soundtrack des Scorsese-Films Killers of the Flower Moon mit. Postum wurde ihm dafür eine Oscar-Nominierung zuteil.

## Diskografie

### Soloalben
- 1987: Robbie Robertson (inkl. Sweet Fire Of Love und Testimony mit U2, Fallen Angel und Broken Arrow mit Peter Gabriel, CA: ×2Doppelplatin , US/UK: Gold)[27][28]
- 1991: Storyville (CA: Platin)
- 1994: Music for the Native Americans (CA: Gold)
- 1998: Contact from the Underworld of Red Boy
- 2011: How to Become Clairvoyant
- 2019: Sinematic

### Produzent
- 1976: Beautiful Noise von Neil Diamond

## Filmografie (Auswahl)
- 1980: Jahrmarkt (Carny)
- 1986: Die Farbe des Geldes (The Color of Money)
- 1994: Jimmy Hollywood
- 2010: Shutter Island
- 2019: The Irishman
- 2023: Killers of the Flower Moon